# Еш Голлівуд
Еш Го́ллівуд (англ. Ash Hollywood), при народженні Е́шлі Тейс (англ. Ashley Theis; нар. 27 травня 1989 року, Аризона, США) — американська порноакторка та режисерка.

## Біографія
Працювала моделлю на аматорському рівні, а також баристою.

### Порноіндустрія
До порноіндустрії увійшла 2010 року. 2013 року стала однією з 16 акторок документального фільму Дебори Андерсон «Збуджена» (англ. «Aroused»).

## Нагороди та номінації
| Рік  | Нагорода       | Результат | Категорія                                                            | Фільм                         |
| ---- | -------------- | --------- | -------------------------------------------------------------------- | ----------------------------- |
| 2012 | AVN Award      | Номінація | Best New Starlet                                                     | Н/Д                           |
| 2012 | AVN Award      | Номінація | Best Three-Way Sex Scene (G/G/B) (з Капрі Андерсон і Сетом Дікенсом) | Spider-Man XXX: A Porn Parody |
| 2012 | Juliland Award | Перемога  | jGrrl of the Year                                                    | Н/Д                           |
| 2012 | Juliland Award | Перемога  | Best G/G Action (з Ейден Ешлі)                                       | AA3                           |
| 2012 | XBIZ Award     | Номінація | New Starlet of the Year                                              | Н/Д                           |
| 2012 | XRCO Award     | Номінація | New Starlet                                                          | Н/Д                           |
| 2013 | AVN Award      | Номінація | Best All-Girl Group Sex Scene (з Ембер Рейн і Ейпріл О'Ніл)          | Buffy the Vampire Slayer XXX  |
| 2013 | AVN Award      | Номінація | Best Three-Way Sex Scene (B/B/G) (з Крісом Строксом і Джулз Джордан) | Slut Puppies 6                |
| 2013 | AVN Award      | Номінація | Best Porn Star Website                                               | AshGirl.com                   |
| 2013 | Juliland Award | Перемога  | Best Muff Dive (з Бренді Еністон)                                    | AG13                          |
| 2013 | Juliland Award | Перемога  | Big Hug Award                                                        | Н/Д                           |
| 2013 | XBIZ Award     | Номінація | Best Scene — All-Girl (з Ейпріл О'Ніл і Ембер Рейн)                  | Buffy the Vampire Slayer XXX  |